# Frank Seiboth
Frank Seiboth (* 9. Mai 1912 in Proschwitz, Bezirk Gablonz an der Neiße, Böhmen; † 4. Juli 1994 in Wiesbaden) war ein deutscher Politiker (GB/BHE, ab 1961 GDP, ab 1967 SPD) und Vertriebenenfunktionär. Er war von 1953 bis 1957 Mitglied des Deutschen Bundestages, von 1954 bis 1957 Vorstandsvorsitzender der Sudetendeutschen Landsmannschaft, von 1958 bis 1960 Bundesvorsitzender des GB/BHE, von 1958 bis 1966 gehörte er dem Hessischen Landtag an. Von 1967 bis 1974 war er Staatssekretär im Hessischen Ministerium für Landwirtschaft und Umwelt.

## Ausbildung und Beruf
Nach einem Maschinenbaustudium an der höheren Staatsgewerbeschule in Reichenberg diente Seiboth bis 1934 in der Armee der Tschechoslowakei. Im Anschluss war er Parteisekretär der Sudetendeutschen Partei in Gablonz, ab 1938 Gauschulungsleiter und Leiter des NS-Schulungslagers im Sudetengebiet sowie HJ-Gebietsführer für das Sudetenland. Von 1939 bis 1942 war er als Unteroffizier Wehrmachtsangehöriger, anschließend zunächst beim Prager Bodenamt, dann Bevollmächtigter für die Lagerbetreuung der tschechischen Arbeiter im Protektorat Böhmen und Mähren sowie Angehöriger des Einsatzstabs Rosenberg.
Nach dem Ende des Zweiten Weltkriegs war er zunächst bis 1948 in der Tschechoslowakei interniert. Nach seiner Entlassung und der Flucht als Heimatvertriebener nach Westdeutschland arbeitete er zunächst als Textilhandelsvertreter, ab 1950 dann als Chefredakteur der Zeitschrift Wegweiser für Heimatvertriebene sowie ab 1953 als Geschäftsführer und Teilhaber des Wegweiserverlags in Frankfurt am Main. 1962 wurde Seiboth Direktor der Hessischen Lotto-Treuhandgesellschaft.

## Politiker und Vertriebenenfunktionär
Seiboth trat 1934 der Sudetendeutschen Partei bei und verstand er sich als „Volkstumspolitiker“. Zum 1. November 1938 trat er in die NSDAP ein (Mitgliedsnummer 6.600.850). Innerhalb der SS bekleidete Seiboth den Rang eines Hauptsturmführers.
Nach dem Zweiten Weltkrieg wurde Seiboth in den Organisationen der Heimatvertriebenen aktiv. Ab 1950 war er stellvertretender Landesvorsitzender des Bundes vertriebener Deutscher in Hessen und gehörte zu den treibenden Kräften bei dem Zusammenschluss der „Vereinigung der Landsmannschaften (VdL)“ und des „Bundes vertriebener Deutscher (BvD)“ zum „Bund der Vertriebenen“, den er in Hessen bereits 1953 (auf Bundesebene erst 1957) durchsetzen konnte. 1953 wurde er zudem Landesobmann der Sudetendeutschen Landsmannschaft und war auch zeitweise (1953–1955) Vorsitzender des Witikobundes.
1952 trat Seiboth dem GB/BHE bei, für den er bereits ein Jahr später in den Deutschen Bundestag einzog. Dort war er vom 15. März 1955 an stellvertretender Vorsitzender der GB/BHE-Bundestagsfraktion. Nachdem er schon seit 1954 dem Bundesvorstand angehört hatte, wählte ihn die Partei 1958 zum Bundesvorsitzenden. Von 1958 bis 1966 war Seiboth Mitglied des Hessischen Landtags. Nach der Fusion des GB/BHE mit der DP wurde er 1961 für ein Jahr mit Herbert Schneider gleichberechtigter Vorsitzender der neuen Gesamtdeutschen Partei, danach Vorsitzender des GDP-Bundesausschusses.
1967 trat Seiboth zur SPD über und war dann von 1967 bis 1974 Staatssekretär im hessischen Staatsministerium für Landwirtschaft und Forsten unter Tassilo Tröscher bzw. für Landwirtschaft und Umwelt unter den Ministern Werner Best und Hans Krollmann (alle SPD).

## Veröffentlichungen
- Selbstbestimmung auch für alle Deutschen. Grundgedanken zur deutschen Wiedervereinigung. Heimreiter-Verlag, Frankfurt am Main 1961.